# Fritz Henry Eymann
Fritz Henry Eymann, né le 11 mars 1880 à La Chaux-de-Fonds et décédé le 11 avril 1949 dans la même ville est une personnalité politique suisse membre du Parti socialiste.

## Biographie
Fils d'agriculteur, Fritz Henry Eymann est né le 11 mars 1880 à La Chaux-de-Fonds. Il est instituteur dans sa ville natale de 1898 à 1912. Il est cofondateur la Laiterie coopérative et de la Coopérative des syndicats. Il dirige successivement ces deux institutions, la première de 1906 à 1912 et la seconde de 1912 à 1913. Lorsqu'elles fusionnent en 1914 avec l'Imprimerie coopérative pour former les Coopératives réunies, il est nommé directeur et le reste jusqu'en 1946. Parallèlement à ces activités dans le monde coopératif, il siège au sein du comité directeur de La Sentinelle, d'abord comme membre (1912-1921), puis comme président (dès 1921).
Fritz Henry Eymann effectue également une carrière politique au sein du Parti socialiste qui le mène successivement aux trois niveaux de l'État. Il est en effet conseiller général à La Chaux-de-Fonds de 1909 à 1949, député au Grand Conseil neuchâtelois de 1916 à 1949, conseiller national de 1919 à 1935 et conseiller aux États de 1945 à 1949. Il est le premier socialiste neuchâtelois à siéger au Conseil des États.